# Campitelli

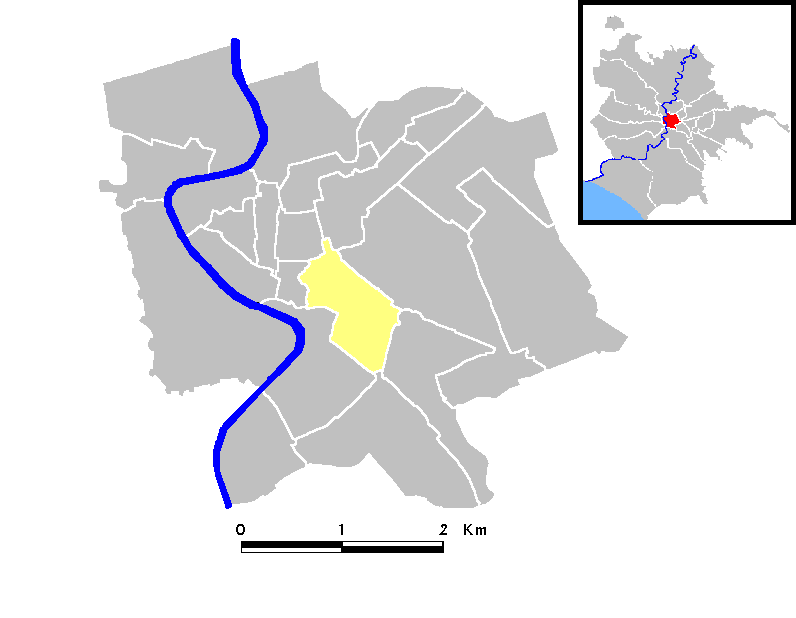
Campitelli

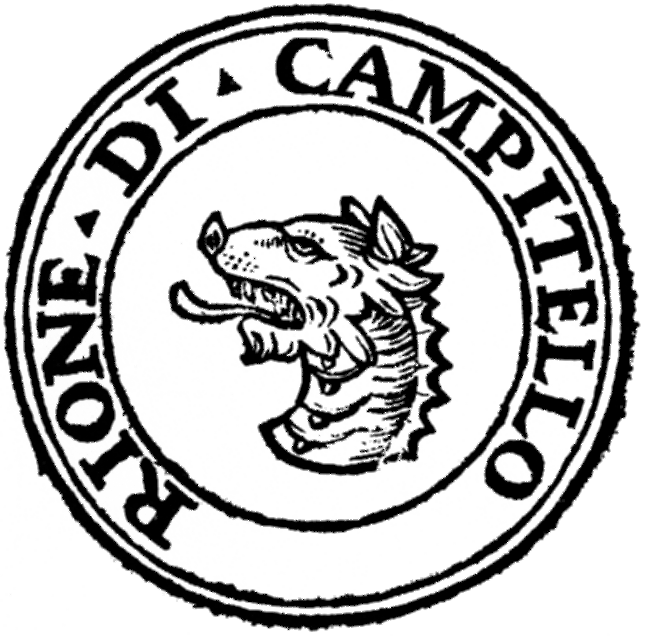
Znak rione Campitelli

Campitelli je X. rione Říma. Zabírá území Kapitolu a Palatinu, které patří k sedmi původním římským pahorkům.

## Historie
Jméno čtvrti je odvozeno z latinského názvu pahorku Capitolium, nejvýznamnějšího místa starověkého Říma.

## Znak
Na znaku je dračí hlava, která připomíná legendu o vyhnání draka papežem Silvestrem I. z chrámu Kastora a Poluxe.

## Památky

### Kostely
- Santa Maria in Aracoeli
- Santa Francesca Romana
- San Bonaventura (Řím)
- San Sebastiano al Palatino
- Santi Cosma e Damiano
- San Lorenzo in Miranda
- Santa Maria Antiqua
- Santi Luca e Martina
- San Giuseppe dei Falegnami
- Santa Maria Annunziata a Tor de' Specchi
- Santa Maria della Consolazione
- San Teodoro
- Sant'Anastasia al Palatino
- San Biagio de Mercato
- Sant'Adriano al Foro Romano
- Santa Maria Liberatrice al Foro Romano
- Santi Venanzio e Ansovino